# Gustav Adolf von Wittenhorst-Sonsfeld
Gustav Adolf Emil Hermann Freiherr von Wittenhorst-Sonsfeld (* 2. Dezember 1811 auf Haus Voerde; † 7. Dezember 1881 in Trier) war ein preußischer Generalmajor.

## Leben

### Herkunft und Familie
Gustav Adolf war Angehöriger der Freiherrn Wittenhorst-Sonsfeld. Seine Eltern waren der preußische Major a. D. und Ritter des Johanniterordens Alexander Wilhelm Sigismund Leopold Christoph August Freiherr von Wittenhorst-Sonsfeld (1767–1839) und Adolfine, geborene Freiin von Hertefeld (1782–1832). Er blieb unvermählt und ohne Leibeserben.

### Werdegang
Wittenhorst-Sonsfeld begann seine Laufbahn in der preußischen Armee 1830 als Ulan im 5. Ulanenregiment. im Jahr 1832 avancierte er zunächst zum Portepeefähnrich und dann zum Sekondeleutnant. Er wurde für die Jahre 1835 bis 1837 zur Lehreskadron kommandiert. Seine Beförderung zum Premierleutnant hat er 1844 erhalten. Während des Feldzugs gegen Dänemark nahm er am Gefecht bei Schleswig teil. Mit seinem Aufstieg zum Rittmeister im Jahre 1852 wurde er auch Eskadronchef. 1858 avancierte er zum Major, war dann 1859 etatsmäßiger Stabsoffizier im 7. Husarenregiment. Noch 1859 wurde er im Juni Kommandeur des mobilen 7. Landwehr-Husarenregiments, jedoch im November bereits von dieser Funktion entbunden. 1860 wurde er dann Kommandeur des Husarenregiments Nr. 9, stieg 1861 zum Oberstleutnant und 1865 zum Oberst auf. Während des mobilen Verhältnisses 1866 war er Kommandeur der 3. Landwehr-Kavalleriebrigade und nahm am Feldzug beim Reservekorps teil. Noch im Jahr 1866 wurde er von seiner Kriegsstellung entbunden, mit dem Roten Adlerorden III. Klasse mit Schwertern ausgezeichnet und seinen Abschied mit dem Charakter als Generalmajor und Pension erhalten. Während des mobilen Verhältnisses 1870 war er Inspekteur des VIII. Armee-Korps und wurde nach Beendigung des Krieges von dieser Stellung entbunden.